# 2-й Рощинский проезд
Второ́й Ро́щинский прое́зд — проезд, расположенный в Южном административном округе города Москвы на территории Донского района.

## История
Проезд получил своё название 10 октября 1929 года по существовавшей здесь в XVIII—XIX веках Орловой роще, которая принадлежала графам Орловым.

## Расположение
2-й Рощинский проезд проходит на юг от 5-го Верхнего Михайловского проезда между территориями Даниловского и Мусульманского кладбищ. Нумерация домов начинается от 5-го Верхнего Михайловского проезда.

## Примечательные здания и сооружения
По чётной стороне:
- Дом 8 — редакция издательства Компьютерра с 1995 года[4].

По нечётной стороне:

## Транспорт

### Наземный транспорт
По 2-му Рощинскому  проезду не проходят маршруты наземного общественного транспорта. К северо-востоку от проезда, в 1-м Рощинском проезде, расположена остановка «3-й Верхний Михайловский проезд» трамваев 26, 38.

### Метро
- Станция метро «Ленинский проспект» Калужско-Рижской линии — западнее проезда, между улицами Орджоникидзе и Вавилова
- Станция метро «Тульская» Серпуховско-Тимирязевской линии — восточнее проезда, между Большой Тульской улицей и Большим Староданиловским, Холодильным и 1-м Тульским переулками

### Железнодорожный транспорт
- Станция МЦК «Площадь Гагарина» — западнее проезда, между улицами Орджоникидзе и Вавилова